# Anil Seth
Anil Kumar Seth (Oxford, 11 juni 1972) is een Britse neurowetenschapper, auteur en spreker die sinds begin van de 21e eeuw onderzoek doet naar de werking van het bewustzijn in de hersenen. Hij is hoogleraar Cognitieve en computationele neurowetenschap aan de Universiteit van Sussex en behoort tot de meest geciteerde neurowetenschappers ter wereld op het gebied van bewustzijn.
Seth heeft meer dan 200 wetenschappelijke artikelen gepubliceerd en is door Web of Science meerdere jaren op rij erkend als een van de top 0,1% meest invloedrijke onderzoekers ter wereld.

## Filosofie over de werkelijkheid
Een van Seths centrale ideeën is dat ons brein niet simpelweg registreert wat er om ons heen gebeurt, maar voortdurend zo goed mogelijk voorspellingen doet over de signalen die binnenkomen via onze zintuigen. Deze zintuigelijke signalen zijn volgens Seth onvolledig en soms verstoord, omdat onze hersenen geen directe toegang zouden hebben tot de echte wereld. In plaats van simpelweg te ontvangen wat er buiten gebeurt, zou het bewustzijn dus onze realiteit creëren op basis van voorspellingen die het maakt vanuit visuele, auditieve en andere zintuiglijke informatie, en past die realiteit steeds aan op basis van nieuwe zintuiglijke gegevens.
Seth noemt de werkelijkheid die we ervaren daarom een soort hallucinatie. Hiermee bedoelt hij dat ons brein een eigen versie zou maken van de buitenwereld, en we deze wereld niet zouden zien zoals het daadwerkelijk is. Het beeld dat ons brein vormt, zou een interpretatie zijn, gebaseerd op beperkte zintuiglijke informatie. Zo ziet ons brein bijvoorbeeld in feite alleen lichtgolven van verschillende golflengtes, maar vertaalt het ze naar kleuren zoals rood en groen die er in de buitenwereld niet echt zijn. Kleuren zouden dus niet buiten ons hoofd bestaan; ons brein maakt kleuren zelf. Op die manier zou ons brein als het ware continu hallucineren en dus modellen maken van de wereld om ons heen.
- Bibliothèque nationale de France: cb167156786 (data)
- International Standard Name Identifier: 0000 0000 5142 9959
- Library of Congress Control Number: no2007142465
- MusicBrainz: d238461b-1e0a-427e-84fd-483761c85b7a
- Nationale Bibliotheek van Tsjechië: ntk20191021594
- Nationale Bibliotheek van Israël: 987007398415505171
- Nederlandse Thesaurus van Auteursnamen: 371743257
- ORCID: 0000-0002-1421-6051
- Système universitaire de documentation: 149185456
- Virtual International Authority File: 41633443
- WorldCat: E39PBJpv6JQ3jd9HQmDdqkYQMP